# Démocrates (Brésil)
Pour les articles homonymes, voir Démocrate.
Démocrates (en portugais : Democratas, DEM), auparavant dénommé Parti du front libéral (en portugais : Partido da Frente Liberal, PFL), est un ancien parti politique brésilien.

## Historique
Le Parti du front libéral est fondé en 1985. Il est alors l’une des formations héritières de la dictature militaire. Il devient Démocrates en 2007.
Il représente les oligarchies agraires du Nordeste et une partie des professions libérales.
À l'issue des élections générales de 2010, les Démocrates ne conservent que 43 sièges de députés et six au Sénat, contre 65 et 13 dans le parlement précédent. Il est, avec le Parti de la social-démocratie brésilienne, l'un des deux principaux partis d'opposition au Parti des travailleurs au pouvoir sous les présidences Lula et Rousseff.
Le parti intègre par la suite le gouvernement Temer puis, début 2019, le gouvernement Bolsonaro. Chico Rodrigues, l'un des dirigeants du parti, est l'un des trois « vice-leaders » du gouvernement Bolsonaro au Sénat, mais est démis de cette fonction en octobre 2020 en raison d'accusations de corruption.
Le 6 octobre 2021, Démocrates fusionne avec le Parti social-libéral pour former un nouveau parti appelé Union Brésil qui est officiellement enregistré par la Cour électorale supérieure le 8 février 2022.

## Affiliations
Il était membre de l'Organisation démocrate-chrétienne d'Amérique et de l'Internationale démocrate centriste.